# Marcus Raskin
Marcus Goodman Raskin (Milwaukee, Wisconsin, 1934. április 30. – Washington, 2017. december 24.) amerikai filozófus, békeaktivista.

## Művei
- The Limits of Defense (1962, Arthur Waskow-val)
- The Viet-Nam Reader: Articles and Documents on American Foreign Policy and the Viet-Nam Crisis (1965, szerkesztette Bernard B. Fall-lal)
- A Citizen's White Paper on American Policy in Vietnam and Southeast Asia (1965)
- After 20 Years: Alternatives to the Cold War in Europe (1965, Richard J. Barnet-tel)
- Being and Doing: An Inquiry Into the Colonization, Decolonization and Reconstruction of American Society and Its State (1971)
- Washington Plans An Aggressive War (1971, Ralph L. Stavins-szal és Richard J. Barnet-tel)
- An American Manifesto (1971, Richard Barnet-tel)
- Notes on the Old System: To Transform American Politics (1974)
- The American Political Deadlock: Colloquium on Latin America and the United States: Present and Future of their Economic and Political Relations (1975)
- Next Steps for a New Administration (1976)
- The Federal Budget and Social Reconstruction: The People and the State (1978)
- The Politics of National Security (1979)
- The Common Good: Its Politics, Policies, and Philosophy (1986)
- New Ways of Knowing: The Sciences, Society, and Reconstructive Knowledge (1987, Herbert J. Bernsteinnel)
- Winning America: Ideas and Leadership for the 1990s (1988, Chester Hartman-nel)
- Essays of a Citizen: From National Security State to Democracy (1991)
- Abolishing the War System: The Disarmament and International Law Project of the Institute for Policy Studies and the Lawyers Committee on Nuclear Policy (1992)
- Visions and Revisions: Reflections on Culture and Democracy at the End of the Century (1995)
- Presidential Disrespect: From Thomas Paine to Rush Limbaugh – How and Why We Insult, Scorn and Ridicule Our Chief Executives (1997, Sushila Nayakkal)
- Liberalism: The Genius of American Ideals (2003)
- In Democracy's Shadow: The Secret World of National Security (2005, Carl LeVan-val)
- The Four Freedoms Under Siege: The Clear and Present Danger from Our National Security State (2007, Robert Spero-val)